# Bragaparques

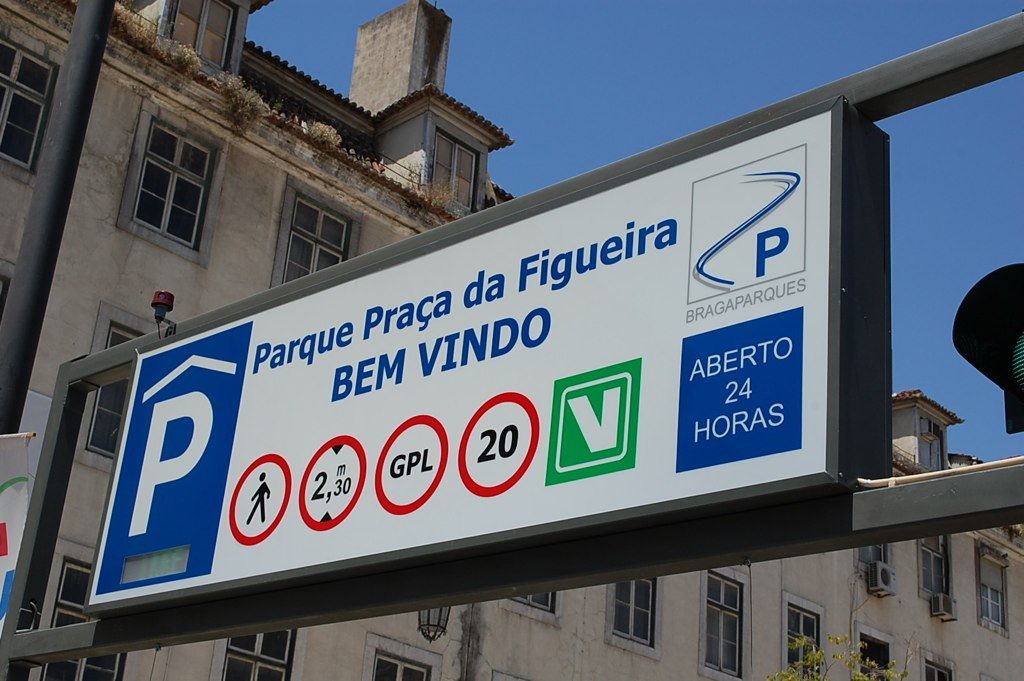
Entrada de um parque de estacionamento Bragaparques

A BragaParques é uma Empresa originária de Braga, mas com negócios em todo o país, especializada na gestão de parques de Estacionamento.
A empresa fez parte do grupo Rodrigues & Névoa, fundado por Domingos Névoa e Manuel Rodrigues, e atualmente detida em 50% por cada um, apesar de estar em processo de divisão.
Em Braga explora quatro parques subterrâneos de estacionamento.
Em Lisboa tem a concessão dos parques do Martim Moniz, da Praça da Figueira e do Largo Vitorino Damásio. Além disso foi dona dos terrenos em Entrecampos onde funcionava a Feira Popular.
No Porto construiu, em terrenos do Hospital São João, um parque subterrâneo, um centro comercial e um hotel.
Explorou ainda parques em Bragança, Coimbra, Tomar, Almada e Algarve.

## Acusação de crime de corrupção activa
Em 2006 Ricardo Sá Fernandes foi convidado por Domingos Névoa para um reunião num hotel e gravou, às escondidas, o encontro, no qual o sócio da Bragaparques propôs o pagamento de 200 mil euros para que o seu irmão, José Sá Fernandes e ex-vereador na Câmara de Lisboa, desistisse da ação judicial que impedia que a empresa de Braga trocasse os seus terrenos no Parque Mayer pelos da antiga Feira Popular, que pertenciam à autarquia.
Domingos Névoa, sócio da empresa Bragaparques, foi acusado pelo Ministério Público por um crime de corrupção activa. Em causa está uma oferta de 200 mil euros ao vereador do Bloco de Esquerda José Sá Fernandes para que este recuasse nas críticas que fez ao negócio entre a Câmara Municipal de Lisboa e aquela empresa para a permuta de terrenos do Parque Mayer e da Feira Popular.
Domingos Névoa acabou por ser condenado em 23 de Fevereiro de 2009, pelas Varas Criminais de Lisboa, mas por crime de corrupção activa para acto lícito, numa pena de multa de 5 mil euros. Recorreu depois para a Relação de Lisboa, que foi mais longe e o absolveu, em 22 de Abril de 2010. Após recurso do MP e de José Sá Fernandes, assistente no processo, em janeiro de 2012 Supremo Tribunal de Justiça revogou a absolvição do dono da Bragaparques. Domingos Névoa foi condenado a 5 meses de prisão, pena que fica suspensa por um ano se indemnizar o Estado em 200 mil euros. 
Em 15 de Fevereiro de 2012, o advogado de Domingos Névoa, Artur Marques, assegurou que o processo Bragaparques já prescreveu, o que significa que não haverá qualquer pena para o administrador da empresa.
Em junho de 2014, Domingos Névoa pediu em tribunal meio milhão de euros de indemnização aos irmãos Sá Fernandes, que o ajudaram a condenar, e quer que o tribunal os proíba de voltar a falar dele.
Em 25 de Fevereiro de 2020, o Tribunal Europeu dos Direitos Humanos condenou Portugal a pagar mais de quatro mil euros ao advogado Ricardo Sá Fernandes, no caso da gravação ilícita de uma conversa com o empresário da Bragaparques, Domingos Névoa.

## Divisão da Empresa
Os donos da empresa, Domingos Névoa e Manuel Rodrigues, decidiram a separação das 20 sociedades e outros ativos imobiliários que detinham em comum, mediante o qual ficaria com a empresa aquele que apresentasse a proposta mais alta em carta fechada. O acordo funcionou, entre outras, para as sociedades Rodrigues & Névoa, do imobiliário, que ficou para Rodrigues, e para a Carclasse, do comércio automóvel, que passou para Névoa.
A Bragaparques ficou para o fim, tendo Rodrigues oferecido 102,5 milhões pela outra metade e Névoa apenas 65 milhões. Em dezembro de 2018, na data da escritura, Névoa recusou-se a assinar, alegando que pendiam sobre a Bragaparques três ações judiciais interpostas pelo grupo DST por causa de uma firma de águas e resíduos, a Geswater, que estava na posse da Bragaparques.
Em 2019, e resolvida a questão das ‘águas’, os dois não chegaram a acordo sobre o pagamento, ambos dizendo que o outro não cumpriu os prazos. O caso vai a julgamento numa ação cível, na qual o empresário Domingos Névoa, discute com o sócio Manuel Rodrigues, o direito à posse da firma de de forma a evitar o julgamento.